# Kasteel Naillac

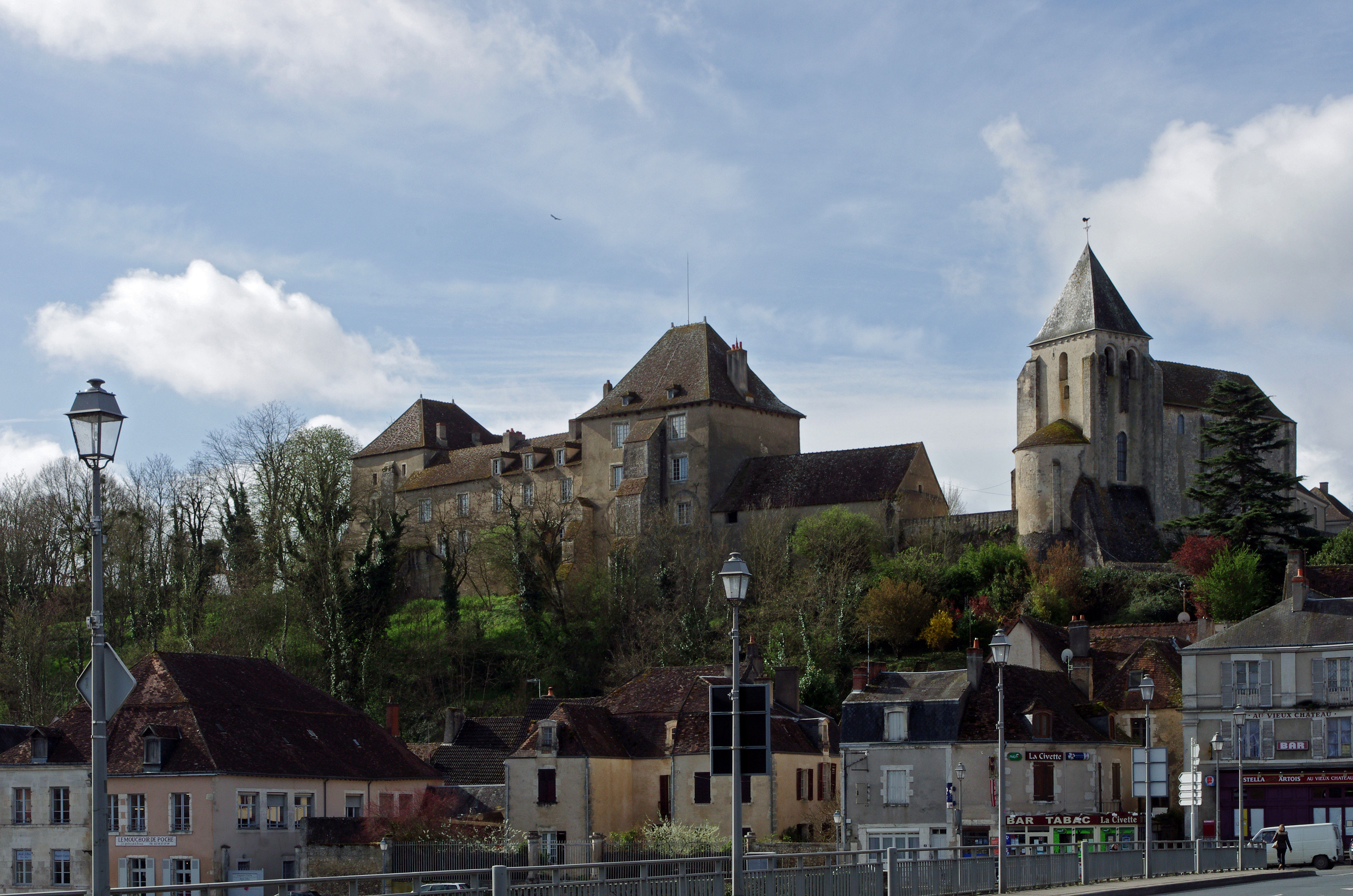
De bovenstad van Le Blanc met links het kasteel en rechts de kerk Saint-Cyan

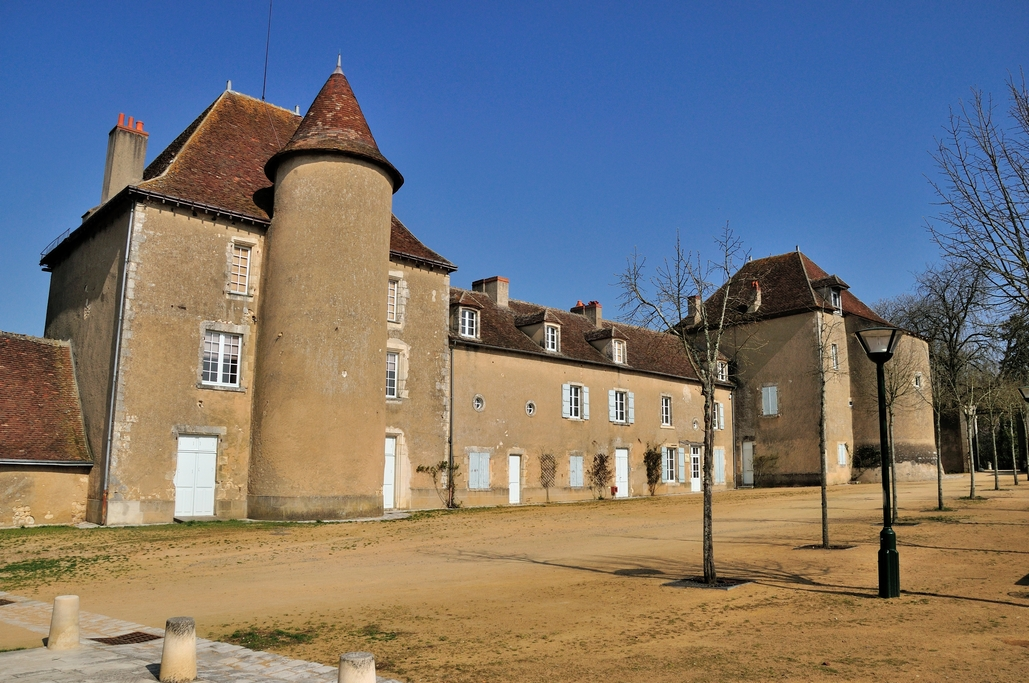
Kasteel Naillac

Het Kasteel Naillac (Frans: Château-Naillac) is een middeleeuws kasteel in de stad Le Blanc in het Franse departement Indre.

## Geschiedenis
Op de zuidelijke oever van de Creuse, op een kalksteenplateau, bij de bovenstad (Ville Haute) van Le Blanc lagen in de 12e eeuw twee kastelen. Het kasteel Naillac behoorde toen aan Berry en een intussen verdwenen donjon behoorde toe aan Poitou. Van de 13e tot de 15e eeuw behoorde het kasteel toe aan de familie Naillac, de toenmalige heren van Le Blanc. Philibert de Naillac (grootmeester van de Orde van Sint-Jan van Jeruzalem, overleden in 1421) werd geboren in het kasteel.
Het kasteel Naillac had twee donjons. In de voorburcht werd de kerk Saint-Cyan gebouwd, waar tot 1270 de heilige Cyan begraven lag. Deze kerk werd sterk verbouwd in de 17e eeuw. In de 19e eeuw deed ze dienst als schuur.
Het kasteel werd in de loop der eeuwen grondig verbouwd. Het deed dienst als gevangenis en daarna meer dan een eeuw lang als school.
Zowel kasteel als kerk werden in de jaren 1980 gerestaureerd. De kerk doet sindsdien dienst als tentoonstellingsruimte. In het kasteel is een museum rond de geschiedenis van de streek ingericht.

## Beschrijving
Het kasteel heeft een ridderzaal met een romaanse schouw. Verder zijn delen van de 15e-eeuwse houten verdedigingsstellingen op de kasteelmuur bewaard gebleven.